# Dasyhelea arenivaga
Dasyhelea arenivaga är en tvåvingeart som beskrevs av John William Scott Macfie 1943. Dasyhelea arenivaga ingår i släktet Dasyhelea och familjen svidknott. Inga underarter finns listade i Catalogue of Life.